# Lauzach

Lauzach este o comună în departamentul Morbihan, Franța. În 1 ianuarie 2022 avea o populație de 1.237 de locuitori.